# Zespół klasztorny michalitów w Miejscu Piastowym
Zespół klasztorny michalitów − Dom Macierzysty Zgromadzenia św. Michała Archanioła znajdujący się w Miejscu Piastowym, w powiecie krośnieńskim, w województwie podkarpackim.
Kościół oraz klasztor zostały wpisane do rejestru zabytków nieruchomych województwa podkarpackiego.
Klasztor został wzniesiony w 1898 roku i poświęcony 1905. Założony został przez księdza Bronisława Markiewicza, ówczesnego proboszcza. W 1897 roku rozpoczął działalność zakład wychowawczy dla sierot. W 1902 roku Bronisław Markiewicz zlecił Janowi Sas-Zubrzyckiemu rozbudowę budynków. Prace te zostały przerwane w grudniu 1902 roku. Na przestrzeni lat znajdowało się w kilka instytucji: zakład wychowawczy dla chłopców, Niższe Seminarium Duchowne, Kuria Generalna Zgromadzenia.
Obecnie w klasztorze mieszkają zakonnicy, znajduje się tutaj księgarnia, muzeum misyjne, poradnia rodzinna i zaplecze duszpasterskie. Po prawej stronie zespołu są umieszczone budynki szkolne, dawne warsztaty zakładowe, również zbudowane jeszcze w czasie posługiwania księdza Markiewicza, na początku XX wieku. Znajdowały się tutaj: stolarnia, ślusarnia, galanteria skórkowa i drukarnia. Dawne Zakłady Wychowawcze to obecnie prężnie rozwijający się Michalicki Zespół Szkół Ponadpodstawowych: Liceum Ogólnokształcące, Technika: Poligraficzne, Informatyczne i Drzewne, Zasadnicza Szkoła Zawodowa o specjalnościach: stolarz, tapicer, kaletnik oraz warsztaty szkolne. 